# Королёв, Юрий Васильевич
Юрий Васильевич Королев (род. 19 июня 1934, Москва) — советский и российский хоккеист, спортивный функционер. Заслуженный тренер СССР (1992).

## Биография
В 1967—1975 — старший преподаватель кафедры футбола и хоккея Государственного центрального ордена Ленина института физической культуры (ГЦОЛИФК, ныне Российский университет спорта «ГЦОЛИФК»).
В 1975—1983 — заведующий кафедрой хоккея ГЦОЛИФК.
В 1983, 1988—1989 — государственный тренер по хоккею управления хоккея Спорткомитета (Госкомспорта) СССР.
В 1987—1988 — заместитель начальника управления футбола и хоккея Госкомспорта СССР.
В 1989—1991 — первый заместитель председателя Федерации хоккея СССР.
В 1990—1992 — государственный тренер сборной команды по хоккею Госкомспорта СССР.
В 1991—1992 — и. о. председателя Федерации хоккея СССР.
В 1992 — председатель Совета председателей — президентов Федерации хоккея СНГ.
22 мая 1992 — 26 июня 2001 — вице-президент ФХР.
26 июня 2001 — 18 декабря 2003 — генеральный секретарь ФХР.
С 17 мая 2003 года — руководитель Международного научно-методического центра «Хоккей».
Избран в Зал Славы отечественного хоккея (6 марта 2004 года) и зал славы ИИХФ (2011). Лауреат премии ИИХФ имени Поля Луака за выдающийся вклад в развитие ИИХФ и международного хоккея (2010).